# Chokwe Lumumba

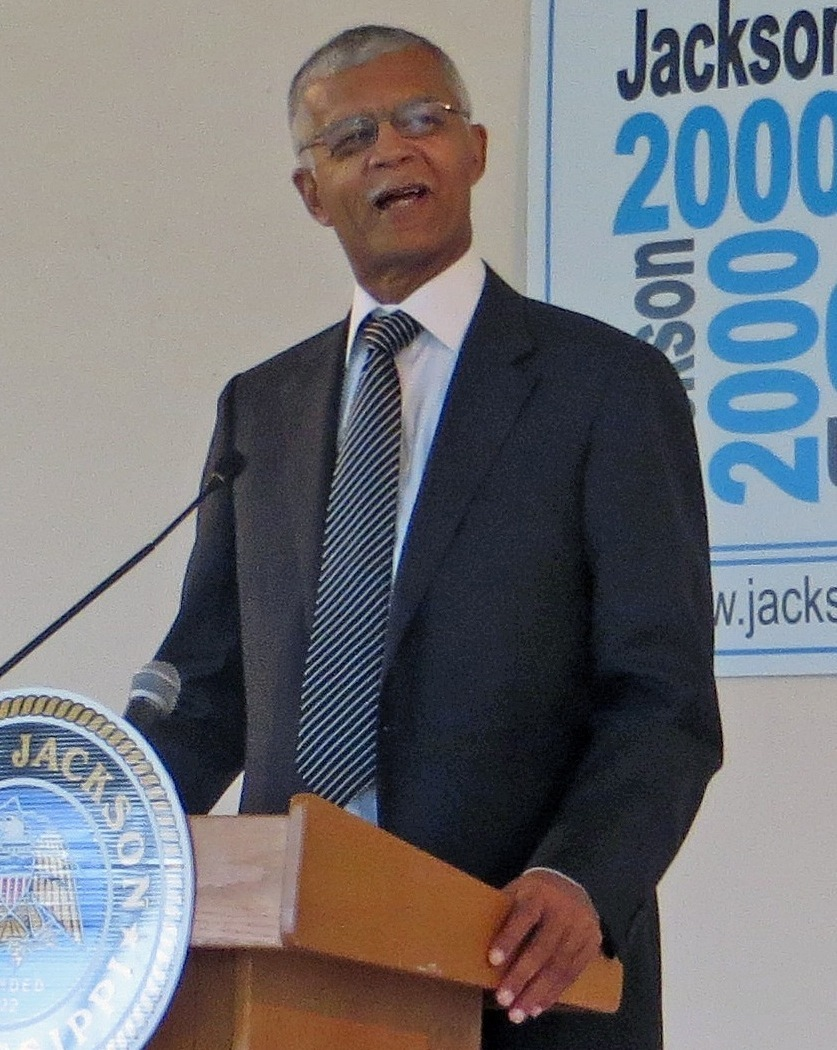
Chokwe Lumumba (2013)

Chokwe Lumumba (* 2. August 1947 als Edwin Finley Taliaferro in Detroit, Michigan; † 25. Februar 2014 in Jackson, Mississippi) war ein US-amerikanischer Anwalt, Politiker und Bürgerrechtsaktivist. Er war Mitglied der Demokratischen Partei und vom 1. Juli 2013 bis zu seinem Tod der Bürgermeister von Jackson.

## Leben
Edwin Taliaferro wurde als zweites von acht Kindern des Lucien Taliaferro und dessen Ehefrau Priscilla in Detroit geboren und wuchs dort auch auf. Seine Familie stammt väterlicherseits aus Kansas und mütterlicherseits aus Alabama, die Eltern waren während der Great Migration wegen der dortigen Arbeitsplätze nach Detroit gezogen. Taliaferro besuchte die St. Theresa High School in Detroit, dort war er zeitweise Schülersprecher sowie Kapitän des Football-Teams.
Am Tag nach der Ermordung Martin Luther Kings am 4. April 1968 nahm Taliaferro an der Besetzung eines Fakultätsgebäudes der Western Michigan University teil, um für die Studiengleichberechtigung Schwarzer gegenüber den weißen Studenten zu demonstrieren. Bis 1969 studierte Taliaferro Rechtswissenschaften am Kalamazoo College. Ebenfalls 1969 änderte Taliaferro seinen Namen in Chokwe Lumumba, dieser Name ist von der im Südwesten Afrikas lebenden Ethnie der Chokwe sowie von dem Namen des ersten Premierministers der Demokratischen Republik Kongo, Patrice Lumumba, abgeleitet. Lumumba wurde im sogenannten schwarzen Nationalismus tätig und wurde im Jahr 1971 zum zweiten Vizepräsidenten der Bürgerrechtsbewegung Republic of New Africa gewählt. Kurz darauf wurde die „Verwaltung“ der Republic of New Africa nach Mississippi verlegt und Lumumba zog im März 1971 auf eine Farm im Hinds County.
1975 erhielt Lumumba an der Wayne State University den akademischen Grad eines Juris Doctor. Danach arbeitete er zunächst im Detroit Public Defenders Office und später für eine Anwaltskanzlei. 1988 kehrte Lumumba nach Mississippi zurück und arbeitete fortan in Jackson. Im Jahr 2009 wurde er in den Stadtrat von Jackson gewählt. Am 7. Mai 2013 trat Lumumba bei der Bürgermeisterwahl in Jackson an und erhielt im ersten Wahldurchgang 24,26 Prozent der Stimmen vor dem Amtsinhaber Harvey Johnson Jr., jedoch hinter seinem Herausforderer Jonathan Lee, der 34,84 Prozent der Wählerstimmen erhielt. Bei der Stichwahl am 21. Mai 2013 erhielt Lumumba 54,06 Prozent der Stimmen und wurde somit zum neuen Bürgermeister gewählt, am 1. Juli 2013 trat er das Amt an. Während seiner Amtszeit setzte Lumumba vor allem Infrastrukturmaßnahmen um.
Lumumba war verheiratet und hatte zwei Söhne und eine Tochter. Sein jüngerer Sohn Chokwe Antar Lumumba, ebenso Anwalt, war eine Zeit lang Partner in der Kanzlei seines Vaters und ist seit dem 3. Juli 2017 ebenfalls Bürgermeister von Jackson.

## Tod
Chokwe Lumumba starb, nach nur acht Monaten im Amt, am 25. Februar 2014 im St. Dominic Hospital in Jackson. Die genaue Todesursache ist unbekannt. Kurz nach seinem Tod aufkommende Vermutungen, Lumumba sei ermordet worden, konnten nicht bestätigt werden. Nach offiziellen Angaben starb er an Herzversagen als Folge einer verschleppten Erkältung.
Die 2014 nach Tod Lumumbas gegründete Cooperation Jackson sieht sich in der Tradition Lumumbas und beabsichtigt die Fortsetzung seines ökonomischen Entwicklungskonzepts. Das Chokwe Lumumba Center for Economic Democracy and Development des Netzwerks lokaler Genossenschaften und Nachbarschaftsinitiativen ist nach ihm benannt.